# Livingston (Wisconsin)
Livingston – wieś w Stanach Zjednoczonych, w stanie Wisconsin, w hrabstwie Iowa.